# Пандемија ковида 19 у Француској
Пандемија вируса корона 2020 у Француској је почела да се шири од 24. јануара 2020. године. Француска је шеста земља извора вируса короне. Ова пандемија је изазвана од стране SARS-CoV-2 вируса.
Последња информација о оболелима је објављена 15. марта и износи 5 423. оболелих и 127. преминулих.

## Локализација оболелих по регијама
Пажња! Информације нису ажуриране у реалном времену.
| Регија                                        | Оболели | Преминули | Оздравели | Р                    |
| --------------------------------------------- | ------- | --------- | --------- | -------------------- |
| Гранд Ест                                     | 1 378   | 9         | 0         | [ 2 ]                |
| Ил де Франс                                   | 1 209   | 4         | 5         | [ 2 ]                |
| О де Франс                                    | 507     | 21        | 0         | [ 3 ]                |
| Оверња-Рона-Алпи                              | 523     | 7         | 8         | [ 4 ]                |
| Бургундија-Франш-Конте                        | 412     | 5         | 8         | [ 5 ]                |
| Прованса-Алпи-Азурна обала                    | 330     | 1         | 1         | [ 6 ]                |
| Окситанија                                    | 243     | 0         | 0         | [ 7 ]                |
| Бретања                                       | 207     | 3         | 0         | [ 8 ]                |
| Нова Аквитанија                               | 144     | 0         | 2         | [ 9 ] [ 10 ]         |
| Нормандија                                    | 143     | 1         | 0         | [ 11 ]               |
| Корс                                          | 115     | 5         | 0         | [ 12 ] [ 13 ]        |
| Регион Лоара                                  | 99      | 0         | 4         | [ 14 ]               |
| Центар-Долина Лоаре                           | 71      | 0         | 0         | [ 15 ]               |
| Укупно у Метрополитанији                      | 5 381   | 56        | 28        |                      |
| Гвајана                                       | 7       | 0         | 0         | [ 16 ]               |
| Мартиник                                      | 15      | 1         | 0         | [ 17 ]               |
| Реинион                                       | 9       | 0         | 0         | [ 18 ]               |
| Свети Мартин (Кариби)                         | 2       | 0         | 0         | [ 19 ]               |
| Француска Полинезија                          | 3       | 0         | 0         | [ 19 ] [ 20 ]        |
| Сен Бартелеми                                 | 3       | 0         | 0         | [ 19 ] [ 20 ] [ 21 ] |
| Укупно у Француским прекоморским територијама | 46      | 1         | 0         |                      |
| Укупно (регије)                               | 5 427   | 57        | 28        |                      |
| Укупно у Француској                           | 5 423   | 127       |           |                      |
| Ажурирано: 15. март 2020. (00.50 CET)         |         |           |           |                      |

## Историја
Прва три случајева су се појавила 24. јануара 2020. године. Ради се о три кинеска грађанина који су се вратили из Вухана. То су уједно и први случајеви у Европи. Први смртни случај је објављен 15. фебруара. Ради се о осамдесетогодишњем кинеском туристи који је дошао у Француску 24, јануара и преминуо у сервису реанимације у париској болници.

## Повратак Француза
31. јануара 2020. године 220. француза су враћена из Кине. Слетели су Ербасом А340 на војном аеродрому Истр.
Други повратак француза је организован 1. фебруара.
Трећи повратак француза је организован од стане британске владе 8. фебруара и 38. француза су враћена.
Четврти повратак француза је организован 21. фебруара који долазе директно из Вухана. Они су слетели на Аеродром Шарл де Гол Париз и изоловани у граду Бранвил

## Пропагација вируса
Француска влада је створила план како би успорила ширење вируса. План је подељен у четири степена а први је покренут 23. фебруара од стране министра здравља Оливера Верана.

### Степен 1
„Вирус нније детектован у широј популацији”: овај степен би требало да заустави ширење вируса у Француској. Степен 1 је љктивиран  23. фебруара, након смрти француског професора у париској болници. Ово је прва смрт француског држављанина.

### Степен 2
„Смањити проширење вируса на територији земње”: овај степен је проглашен 29. фебруара када је Француска забележила 100. случајева.

### Степен 3
„Вирус циркулише активно на територији земље”: Овај степен још увек није проглашен.

### Степен 4
„Враћање у нормалној ситуацији”

## Здравствене одлуке
- Од 11. марта, посете старачким домовима су забрањене на целој територији државе.[31]
- Од 15. марта, све послуге које нису првобитне (кафићи, ресторани као и сви музеји и културна добара) су затворени. Маркети и супермаркети као и остале продавнице хране остају отворене.[32]
- Од 16. марта, све школе су затворене у Француској.[33]
- Од 17. марта, груписање више од 100. особа је забрањено.[34]

### Забрана груписања
29. фебруара, министар здравља је забранио групсање више од 5 000 особа у затвореном простору, што је довело до отказивања париског семи-маратона. Од 17. марта, груписање више од 100. особа је забрањено од стране првог министра Едуар Филипа.